# Reto Suhner
Reto Suhner (* 1974 in Herisau) ist ein Schweizer Jazzmusiker (Saxophone, Flöten, Klarinetten, auch Duduk, Komposition).

## Leben und Wirken
Suhner absolvierte zunächst die Jazzschule in St. Gallen und nahm dann Privatunterricht bei Dick Oatts, Billy Drewes, Rich Perry und Bob Mover in New York. 
Mit seinem Reto Suhner Quartett, das (Stand 2020) aus Philip Henzi, Sylvan Jeger und Dominic Egli besteht, tritt er seit 2000 im In- und Ausland auf und hat sieben Alben veröffentlicht. 2009 gründete er sein Nonett und 2012 ein Duo mit Fabian M. Müller. Er gehörte zum Swiss Jazz Orchestra und zum Zurich Jazz Orchestra. Daneben spielte er bei Herbie Kopf, Martin Streule, Matthias Spillmann, Lester Menezes und Pius Baschnagel, aber auch moderne klassische Musik und (im Ensemble Tritonus) Volksmusik. Er ist auch auf Alben von Adrian Frey, Christoph Stiefel, Béatrice Graf, Max Frankl und Johannes Lauer zu hören.
1998 und 2007 erhielt Suhner den Kulturförderpreis des Kantons Appenzell Ausserrhoden.

## Diskographische Hinweise
- Montag (Altrisuoni 2009, mit Lester Menezez, Fabian Gisler, Dominik Burkhalter)
- Reto Suhner Nonett Colors (Anuk 2013, mit Adrian Pflugshaupt, Matthias Tschopp, Lukas Thöni, Mark Gebhart, Andreas Tschopp, Antonio Neilley-Menendez de Llano, Dominique Girod, Dominik Burkhalter)
- Fabian M. Müller/Reto Suhner Schattenspiel (Between the lines 2014)
- Reto Suhner Quartet: Easy (2016, mit Philip Henzi, Silvan Jeger, Dominic Egli)
- Fabian M. Müller/Reto Suhner Am Grund (Anuk 2019)
- Reto Suhner Quartet 20 (2020, mit Philip Henzi, Silvan Jeger, Dominic Egli)